# 薛稷
薛 稷（せつ しょく、貞観23年（649年） - 先天2年（713年））は、中国唐代の書家・画家。欧陽詢・虞世南・褚遂良とともに初唐の四大家に挙げられる。字は嗣通。高祖父は薛道衡。曾祖父は薛大年。祖父は薛行成。父は薛仁偉。子は薛伯陽。
本貫は蒲州汾陰県。高級官僚を代々輩出する名門一族の出身で、母方の祖父の魏徴は有力な政治家だった。武周のとき進士に及第し、官位は太子少保・礼部尚書まで上る。薛少保と人々から呼ばれた。
魏徴の家には膨大な碑帖・書籍・書画などが収蔵されていたが、特に虞世南や褚遂良の墨跡が多かったため、薛稷は日夜臨模に明け暮れて書画の研究を行った。人物画・花鳥画・仏画に優れたが、とりわけ鶴の図が有名となった。五代の前蜀・後蜀の黄筌にいたるまで薛稷の鶴の図を超える作はなかった。
北宋の徽宗の書体である痩金体は薛稷の書体に啓発され発展させたものとみられる。清の呉荷屋は薛稷を絶賛し、欧陽詢・虞世南・褚遂良と並べて初唐の四大家に挙げている。
先天2年（713年）、太平公主のクーデターに連座して獄死する。

## 作品
- 杏冥君銘
- 信行禅師碑